# Bobină Helmholtz

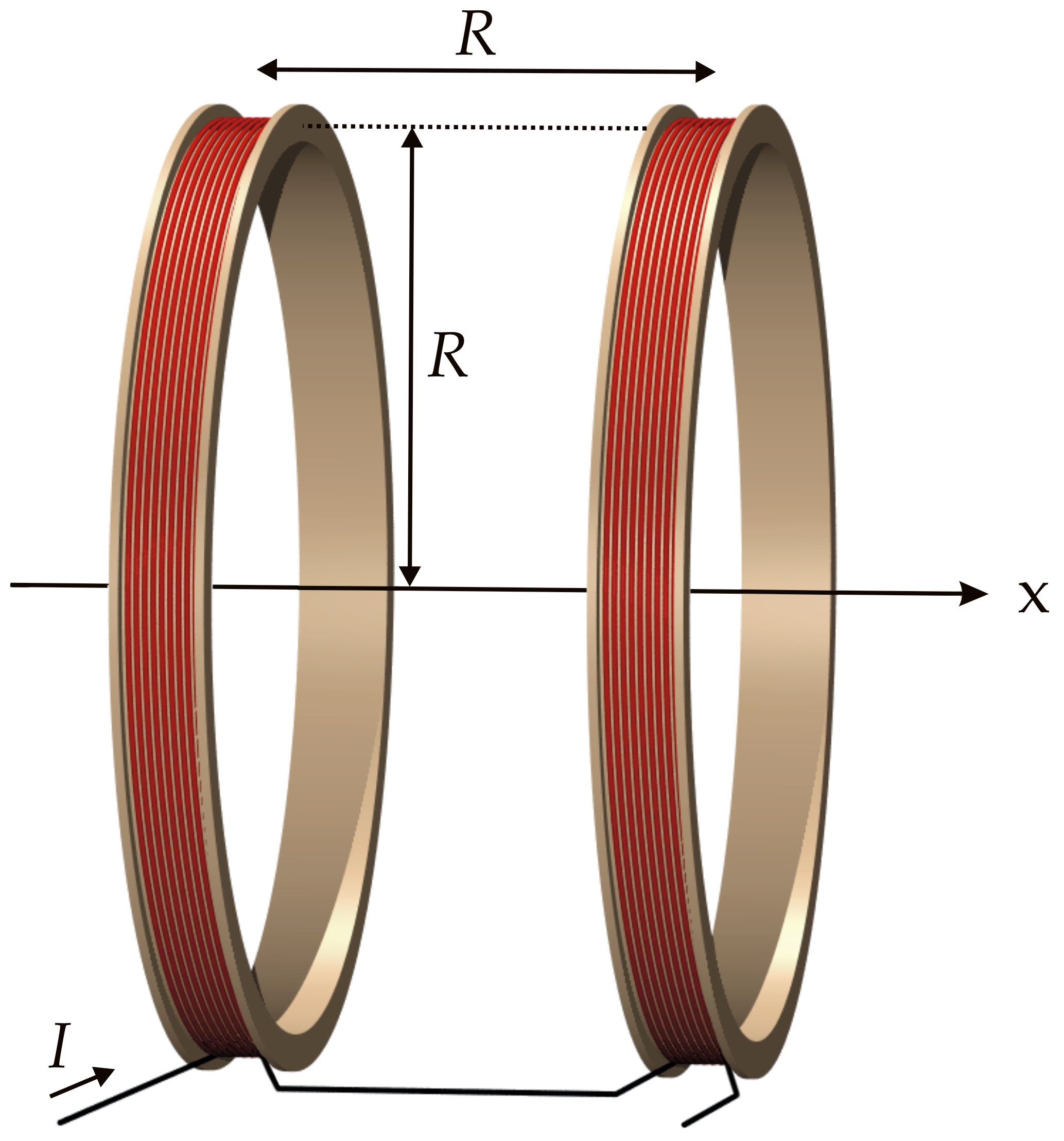
bobină Helmholtz - schemă

Bobina Helmholtz este un tip de bobină electrică denumită după savantul german Hermann von Helmholtz. Produce un câmp magnetic aproape uniform in vecinătea ei.